# Partido del Campo Popular
El Partido del Campo Popular fue un partido político conformado en el año 2010 para competir en las elecciones presidenciales del 2011, en la que no pudo obtener más de los votos necesarios para pasar las elecciones PASO. La organización surgió a partir de la fusión de los partidos Movimiento por la Dignidad y la Independencia (MODIN), Campo Popular, Alternativa Social y Movimiento Patriótico (Córdoba).

## Ideología
En varias ocasiones, el Partido del Campo Popular ha apoyado a candidatos peronistas progresistas y a políticos socialdemócratas que defienden un claro estado de bienestar, aunque estas posiciones no explican, sino que contradicen su ideología, considerada por varios medios de comunicación como conservadora y de extrema derecha.[cita requerida]

## Controversias

### Candidaturas
El Partido del Campo Popular se vería acusado por supuestamente querer esconder el ideario neonazi de uno de los partidos predecesores del mismo, Alternativa Social; más indicado sería hablar del nacionalsocialista Alejandro Biondini, quien se suponía que iba a ser el candidato oficial a presidente, pero luego se descartaría esa hipótesis, reemplazándolo por el presidente de la organización, José Bonacci.

### Afiliaciones irregulares
El juez federal Marcelo Martínez de Giorgi, a cargo del Juzgado Criminal y Correccional Federal N.º 8, investigó al Partido del Campo Popular. La organización política sería investigada por supuestas 1000 personas que se había afiliado irregular e ilegalmente a la agrupación, en torno a esto buscan determinar si sus firmas fueron copiadas. El candidato a presidente (Bonacci) ratifico que él nunca había sido notificado de ninguna causa judicial que lo hubiera involucrado.

## Propuestas
El Partido del Campo Popular, en su plataforma electoral, aclararía las siguientes propuestas:
Politica
- Juzgar la transparencia en el sector público, que es esencial para la legitimidad del Estado.
- Estructura estatal flexibilizada.
- Proceso estratégico-político de transformación estructural de las organizaciones estatales.

Economía y Empleo
- Intervención del estado en la organización de la sociedad.
- Desde el estado pretenden una política económica orientada a Ia comunidad.
- Apoyar a las empresas con potencial exportador y de generación de empleos, que deben facilitar que ingresen en la economía global.
- Aumentar la competitividad de las empresas argentinas para su inserción en el mercado internacional.
- Fortalecer el mercado interno en bienes de uso masivo.

Educación y Cultura
- La educación de nivel medio debe ser obligatoria.
- La educación pública sugieren que debe apuntar a la excelencia y a lo moderno.
- Reforma en las Universidades Públicas que facilite el ingreso a cualquiera sin tener en cuenta su nivel socioeconómico.
- Garantizar el acceso irrestricto a una atención sanitaria de excelencia en hospitales públicos, y personalizada para las personas de la tercera edad y con necesidades especiales.
- El Estado debe reservarse para sí los derechos de control último del sistema de salud.
- Alentar la investigación científica como política estatal estratégica en materia de salud, en conjunto con las Universidades.

Justicia
- El Estado debe asegurar la seguridad, el orden, los derechos humanos y Ia justicia.
- La politización de la justicia atenta contra la democracia.
- El Estado debe garantizar en cualquier circunstancia el respeto por las garantías individuales de los ciudadanos.

Acción Social
- El Estado debe garantizar una vivienda, alimentación y abrigo dignos, para cada uno de los ciudadanos.
- El Estado debe proveer una pensión a la persona retirada o con necesidades especiales, a su vez un seguro de desempleo para la reinserción laboral.
- Los planes de acción social deben ser otorgados enmarcados en un plan general de actividades que contribuyan a dar autosuficiencia.
- La utilización clientelista de los fondos destinados a la asistencia social debe ser condenada.

Relaciones Internacionales y de Defensa
- Paz Mundial.
- Cooperación internacional
- Libertad de cultos y la valoración étnica y cultural.
- El Estado debe garantizar la Defensa nacional, a través de sus Fuerzas Armadas.
- El Estado deberá proveerse de los medios de producción para la defensa.

Medio Ambiente
- El Estado debe asegurar el cuidado del medio ambiente, ofreciendo información sobre la preservación de este y obligando a todos los particulares a preservarlo y defenderlos.
- Los espacios verdes deben ser celosamente protegidos.
- El Estado debe garantizar la preservación de especies autóctonas. También, debe garantizar la prevención de todo tipo de contaminación y el tratamiento y reciclaje de los residuos industriales y domésticos.
- El almacenamiento de residuos nucleares de producción extranjera dentro del territorio nacional deben ser condenados.

Medios de Comunicación
- El Estado debe garantizar la libre expresión en la comunicación, por ende evitando la fundación de monopolios.
- Se deberá garantizar el acceso a la propiedad de los medios de comunicación a los ciudadanos e instituciones intermediarias.

## Resultados electorales
| Año  | Fórmula                | Fórmula              | Votos  | %     | Resultado |
| Año  | Presidente             | Vicepresidente       | Votos  | %     | Resultado |
| ---- | ---------------------- | -------------------- | ------ | ----- | --------- |
| 2011 | José Alejandro Bonacci | José Eduardo Villena | 48.774 | 0,23% | No electo |